# Рашид Меклуфі
Рашид Меклуфі (араб. رشيد مخلوفي, фр. Rachid Mekhloufi; 12 серпня 1936, Сетіф — 8 листопада 2024) — французький та алжирський футболіст, що грав на позиції півзахисника. По завершенні ігрової кар'єри — футбольний тренер.
Один з найкращих бомбардирів в історії «Сент-Етьєна», також виступав за збірні Франції та Алжиру.

## Клубна кар'єра
Розпочав грати у футбол на батьківщині за клуб «УМС Салеф». 1954 року футболіста помітили скаути французького «Сент-Етьєн», в якому Меклуфі провів чотири сезони, взявши участь у 102 матчах чемпіонату. Більшість часу, проведеного у складі «Сент-Етьєна», був основним гравцем команди і одним з головних бомбардирів команди, маючи середню результативність на рівні 0,58 голу за гру першості. Зокрема у сезоні 1956/57 він забив 25 голів і допоміг команді стати чемпіоном Франції.
14 квітня 1958 року Рашид Меклуфі відправився до Тунісу, де приєднався до новоствореної футбольної збірної Фронту національного визволення Алжиру, до якої увійшли багато алжирських футболістів з чемпіонату Франції, що підтримували рух за незалежність Алжиру.
1962 року Алжирська війна завершилася створенням незалежного Алжиру і команда була розформована. Після цього Меклуфі не міг зразу повернутись до Франції, тому в сезоні 1961/62 захищав кольори швейцарського клубу «Серветт», з яким став чемпіоном Швейцарії.
Після цього Меклуфі повернувся до «Сент-Етьєна». Цього разу відіграв за команду із Сент-Етьєна наступні шість сезонів своєї ігрової кар'єри, вигравши за цей час три чемпіонських титули, причому в сезоні 1967/68, забивши обидва голи в переможному фіналі Кубка Франції, Рашид допоміг клубу вперше в історії виграти «золотий дубль».
Завершив професійну ігрову кар'єру в клубі «Бастія», за який виступав протягом 1968—1970 років у статусі граючого тренера.

## Виступи за збірні
1956 року дебютував в офіційних матчах у складі національної збірної Франції і за два роки зіграв у чотирьох матчах.
Під час Алжирської війни виступав за невизнану ФІФА збірну Фронту національного визволення Алжиру, яка проводила турне по різним країнам Європи, Азії та Африки.
Після проголошення незалежності Алжиру став виступати за новостворену збірну Алжиру, у складі якої провів 10 матчів, забивши 5 голів.

## Кар'єра тренера
Після дворічної роботи граючим тренером «Бастії», 1971 року Меклуфі очолив збірну Алжиру, з якою працював три рази (1971—1972, 1975—1979, 1982—1983), причому під час останнього приходу керував командою на першому для алжирців чемпіонаті світу 1982 року в Іспанії, проте команда не вийшла з групи.
У 1988—1989 роках був президентом Алжирської федерації футболу. В подальшому продовжив працювати на функціонерських посадах.

## Титули і досягнення
Гравець
- Чемпіон Франції (4):

«Сент-Етьєн»: 1956–57, 1963–64, 1966–67, 1967–68.
- Володар Кубка Франції (1):

«Сент-Етьєн»: 1967–68
- Володар Суперкубка Франції (3):

«Сент-Етьєн»: 1957, 1967, 1968
- Чемпіон Швейцарії (1):

«Серветт»: 1961–62
Тренер
- Переможець Середземноморських ігор: 1975
- Переможець Всеафриканських ігор: 1978